# The Jim Henson Company
Jim Henson Productions, conosciuta anche The Jim Henson Company, è una società statunitense attiva nel campo dei media e dell'intrattenimento.
La società trae origine dalla Muppets Inc fondata nel 1958 da Jim Henson e Jane Nebel tre anni dopo la prima messa in onda dello spettacolo televisivo Sam and Friends. Fino al 1968 la società era impegnata alla creazione di personaggi per spot pubblicitari e di film incontro per aziende. Del 1969 ha iniziato la creazione di personaggi e spettacoli per bambini, tra cui il Sesame Street. La società è nota soprattutto per i Muppets, prodotti tra il 1975 e il 1999.

## Storia

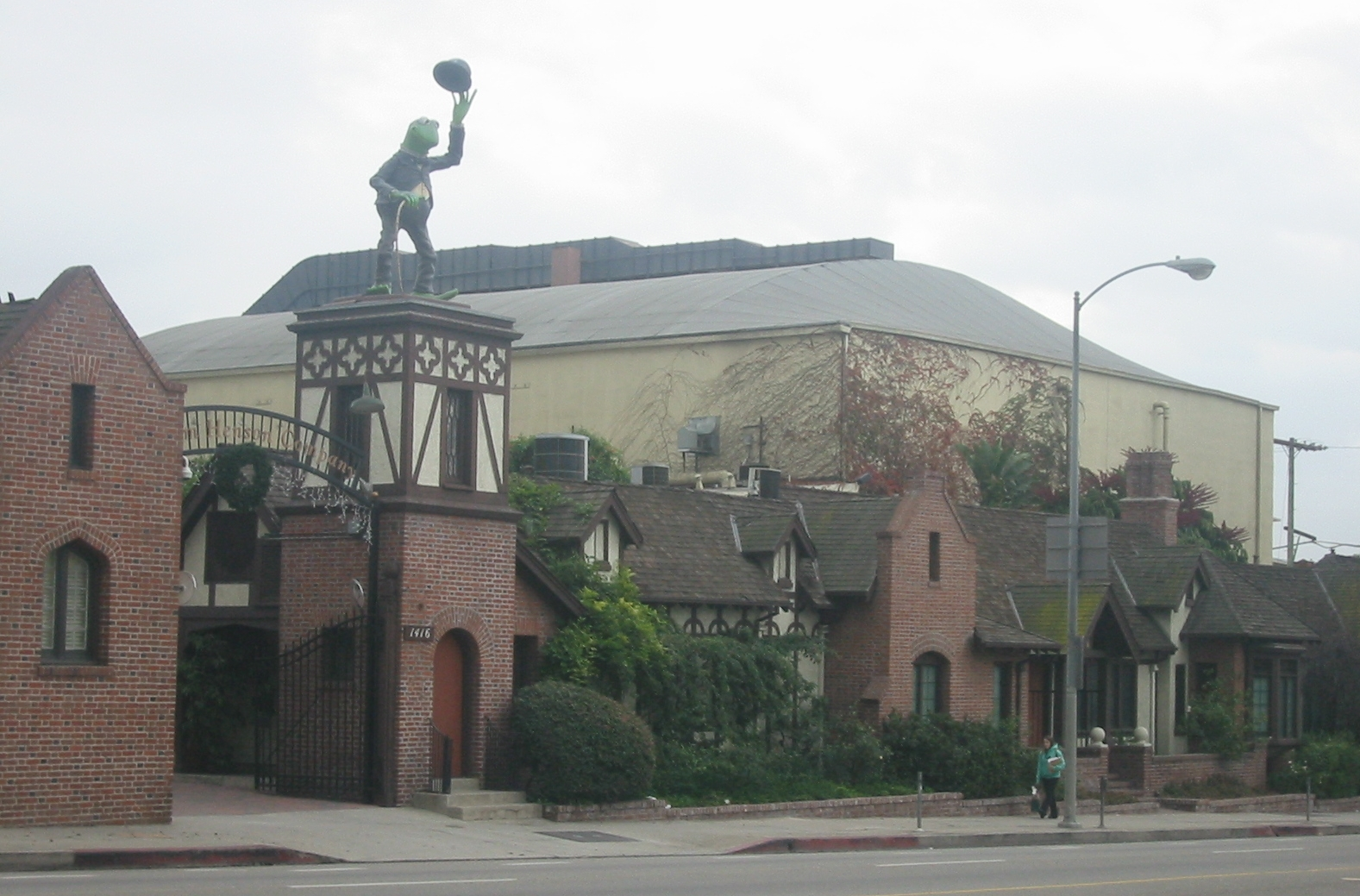
Studi in La Brea Avenue a Hollywood

Per molti anni, negli ultimi anni cinquanta e primi anni sessanta, Jim Henson aveva cercato di vendere, senza successo, diversi programmi alle reti nazionali statunitensi. Alcune idee come Tales of The Tinkerdee, che nelle intenzioni di Henson avrebbe dovuto diventare serie televisiva, sono rimaste al solo progetto pilota, mentre altre, come Zoocus, non sono mai state prodotte. Nel 1976 Jim Henson ha l'idea vincente: l'acquisto e la produzione del Muppet Show dalla società britannica ITC, che ne deteneva i diritti. Questo successo gli ha consentito la produzione di altri film, di speciali, di video, e molto altro. Nei primi anni ottanta, Jim Henson crea la divisione Jim Henson's Creature Shop, specializzata in animatronica, producendo programmi come The Storyteller, Farscape, e Dinosaurs, e film come The Dark Crystal e Labyrinth. Sempre negli anni ottanta, Henson ha continuato a creare nuovi personaggi per il Muppet Show, come The Jim Henson Hour e Fraggle Rock. Inoltre ha collaborato, fino al 1981, con la Music Corporation of America, e tra il 1982 ed il 2004 con la Columbia Pictures.

### Le trattative con la Disney
Nel mese di agosto del 1989, Jim Henson avviò trattative per vendere la propria società alla Walt Disney Company per una somma di 100-150 milioni di $. Tuttavia, a causa dell'improvvisa morte di Henson, il 16 maggio del 1990 la trattativa si interrompe. Dopo un breve periodo di tempo le due società riprendono a negoziare: l'accordo della fusione viene stipulato nel dicembre 1990, comunque dopo un precedente accordo tra la famiglia Henson e la Disney e alla condizione che le società rimanessero indipendenti.

### Le cessione ai tedeschi EM.TV
Nel 1997 la Jim Henson Productions viene divisa in tre: Jim Henson Pictures, Jim Henson Television e The Jim Henson Company.
Nel 2000 i figli di Jim Henson vendono l'azienda ad EM.TV per 680 milioni di dollari. Nel giugno dello stesso anno, EM.TV ha ceduto le partecipazioni a The Odyssey Channel in cambio di una quota dell'8,2% di Crown Media. All'inizio del 2001, dopo che EM.TV sperimenta una serie di gravi problemi finanziari, la Jim Henson Company viene messa in vendita. Nello stesso anno EM.TV cede la proprietà della società di Sesame Street e dei Muppets.
Nel dicembre 2002 viene stipulato un accordo nella quale EM.TV avrebbe venduto una partecipazione del 49,9% in Henson a un gruppo di investitori guidato da Dean Valentine, un ex dirigente della Disney e UPN. Tuttavia, nel marzo del 2003, l'affare salta, e la ricerca di un nuovo acquirente riprende.
Il 7 maggio 2003 la famiglia Henson, capitanata da Brian Henson, ha riacquistato la Jim Henson Company dalla EM.TV per $84 milioni di dollari e la società è di nuovo indipendente.
Nel 2004, quasi un anno dopo che la proprietà della società Henson viene restituita nelle mani della famiglia, la Jim Henson Company vende i diritti dei Muppet e di Bear nella grande casa blu a The Walt Disney Company, che ora controllano i Muppet attraverso la società The Muppets Studios. Le rimanenti produzioni di Henson (tranne Sesame Street, che è una proprietà della Sesame Workshop) sono ancora proprietà della Jim Henson Production.

### Gli studi
Appena a sud-est dell'angolo di La Brea Avenue con Sunset Boulevard a Hollywood, gli studi erano originariamente i "Charlie Chaplin Studios". Costruiti dalla star del cinema muto nel 1917 per la produzione dei suoi film, quando ancora la zona era una distesa di campi con alberi di aranci e pesche. Costruiti in tre mesi in stile Cottage inglese comprendevano il Teatro di posa, la sala montaggio e gli uffici. A partire dal film Il Monello (1921), tutti i film di Chaplin furono prodotti qui. L'ultimo film realizzato fu Luci della città nel 1952.
Quando Chaplin fu allontanato dagli Stati Uniti, fu costretto a vendere gli studi che da allora ebbero diversi proprietari. Nel 1953 furono rilevati da una società immobiliare di New York di William Zeckendorf Webb & Knapp che li affittarono ad una società di produzione televisiva di Chicago. Il lotto divenne noto come il Kling Studios, e venne prodotta la serie televisiva Adventures of Superman con George Reeves, il The Red Skelton Show, e l'originale telefilm di Perry Mason.
Il lotto è stato brevemente di proprietà di Red Skelton tra il 1958-1962, poi dalla CBS fino al 1966 quando divenne la sede della A&M Records. Lo studio di registrazione è stato utilizzato da molti grandi artisti come The Doors, Pink Floyd, Bruce Springsteen, U2, Rolling Stones e Metallica. Negli studi venne anche registrato il memorabile brano "We Are the World".
Nel 1969, il Los Angeles Cultural Heritage Board ha conferito agli studios il titolo di Monumento Storico Culturale.

## Controllate
La società è composta dalle seguenti divisioni:
- Jim Henson Home Entertainment
- Jim Henson Family Classics
- Jim Henson Television
- HiT Entertainment
- Jim Henson's Creature Shop